# Grčka
Grčka (grčki: Ελλάδα, Helada), službenog naziva Helenska Republika, država je u jugoistočnoj Europi. Nalazi se na obalama Egejskog, Jonskog i Sredozemnog mora. Graniči s Albanijom, Sjevernom Makedonijom, Bugarskom i Turskom. Ukupna dužina kopnene granice joj je 1288 km, a dužina obale joj je 13 676 km.
Najveća gustoća naseljenosti je oko Atene i njene luke Pireja, a najmanja u Epiru, Trakiji i središnjoj Grčkoj.

## Zemljopis
Grčka je pretežno planinska zemlja; oko 80% teritorija brdsko-planinski je prostor.
Rijeke oskudijevaju vodom, kratkog su toka i niti jedna nije plovna. Najveća im je vrijednost u tome što su prirodni pravac povezivanja unutrašnjosti s morem.
Šume pokrivaju samo 15% ukupne površine, a zbog čestih suša prevladava nisko tvrdolisno grmlje.
Od kulturnih biljaka uzgajaju se maslina, smokva, agrumi i vinova loza.

### Obala
Grčka ima vrlo razvedenu obalu, drugu u Europi poslije Norveške.
Obala je pretežno strma s mnoštvom otoka i poluotoka u Jonskom, Egejskom i Kretskom moru. Upravo zbog toga i povoljne mediteranske klime ona je danas najvažnija turistička destinacija svijeta.
Najvažnija turistička regija Grčke je Atička regija. Radi se o prostoru Atike s glavnim gradom Grčke Atenom te područjem Korintskog kanala, a sa sjeverozapada se uzdiže visoka planina Parnas - "planina pjesnika i vila" po grčkoj mitologiji - koja je 1953. godine proglašena nacionalnim parkom. Neki od veoma zanimljivih lokaliteta su Termopilski klanac (mjesto herojskog stradavanja Spartanaca), ostaci starogrčkog proročišta Dom s Apolonovim hramom, velikom pozornicom i muzejem, ostaci zidova grada Tebe i mnogi drugi. Sjevernije od Atene nalazi se čuveno bojno polje Maraton (bitka Atenjana i Perzijanaca 492. pr. Kr.). Zapadno od Atene nalazi se čuveni manastir Dafni iz 11. stoljeća s bizantskim mozaicima. S jugozapadne strane je u Atiku uvučen Falnski zaljev gdje je čitav niz manjih turističkih mjesta. To je kupališno-rekreativna zona gdje su izgrađeni mnogi hoteli, kockarnice, restorani i druga zabavišta i sportski tereni. Plaže su pjeskovite i dobro uređene, a privlačnosti još doprinosi i postojanje ostataka Posejdonova hrama (5. st. pr. Kr.) kod malog mjesta Sunion.

## Povijest
Grčka je jedna od najstarijih država na svijetu s neobičnom i bogatom poviješću. Naseljena od prapovijesti, bila je plodno tlo za razvoj mnogih kultura od kojih se ističu: Minojska kultura (oko 3000. pr. Kr.), Mikenska kultura (oko 1900. pr. Kr.) i naposljetku Helenske kulture koja je prerasla u antičku kulturu (Stara Grčka) koja je utjecala na razvitak i Europe i Bliskog Istoka. Razlikujemo tri razdoblja stare Grčke: Arhajsko, Klasično i Helenističko razdoblje. God. 146. pr. Kr. Rimska Republika osvaja grčke zemlje i započinje tzv. rimsko razdoblje, koje traje do 6. st. kada rimsku vlast zamjenjuje Bizantsko Carstvo. God. 1460. Grčka postaje dio Osmanskog Carstva (do 1821.). Nakon Grčkog rata za neovisnost, 1829. god. Grčka postaje kraljevstvo pod jakom zaštitom zapadnoeuropskih sila i kao takvo opstaje do danas.

## Turizam
Turistički najposjećenija je svakako Atena, iznad koje se nalazi brdo Akropolis gdje se nalazi Partenonov hram koji je ukrasio Fidija (najznačajniji kipar Stare Grčke). Tu se još nalaze kip božice Atene, hramovi Erehiton, Propileja i Apteros Nike. U samom gradu nalazi se Dionizijevo kazalište i Olimpijski stadion (izgrađen u novije doba na mjestu antičkog).
Otok Kreta je planinsko krško područje. Na otoku se nalaze ruševine Malije iz 3000. pr. Kr. i ostaci Minosove palače u Knosu (iz vremena egejske kulture), zidine u Iraklionu (iz doba vladavine Venecije), minareti (ostaci turske dominacije), i drugo. Regionalno središte i glavna luka je Iraklion.
Otok Krf je najšumovitiji i najzeleniji otok Grčke. Osim turističkog otok ima i veliko vojno-strateško značenje.

## Gospodarstvo
Gotovo polovica stanovnika Grčke živi od poljoprivrede.
U kotlinama i dolinama rijeka uzgajaju se žitarice, duhan (među najvećim proizvođačima u svijetu), masline, vinova loza, sezam, mak, riža, pamuk (najveći proizvođač u Europi), povrće i voće. Grčka ima vrlo razvedenu obalu te povoljne biološke uvjete koji omogućuju razvoj obalnog i pučinskog ribolova, ali zbog potreba turizma riba se uvozi. Još je razvijeno i spužvarstvo.
Najznačajnije su aluminijska i kemijska industrija, a veoma značajna je i tradicionalna sitna prerađivačka industrija obrtničko-manufakturnog tipa.

## Promet
Razvoju cestovne i željezničke mreže u Grčkoj ne pogoduje konfiguracija tla; prometnice su dobro razvijene duž obale, no manjkave su u unutrašnjosti.
Glavna cestovna os, proširena i osuvremenjena u posljednjim desetljećima izgradnjom novih supercesta, polazi od Patrasa prema Ateni uz obalu Peloponeza. Glavna zračna luka je u Ateni, a međunarodne zračne luke se nalaze i u Solunu, na Krfu i u Kavali. Gusta mreža zračnih linija povezuje ih s većim otocima.
U periodu 1882. – 1883. probijen je Korintski kanal koji presijeca Peloponesku prevlaku i spaja Jonsko more s Egejskim. Iz atenske luke Pireja na sve strane polaze trajekti, pomorstvo je vrlo razvijeno.

## Politički ustroj
Po državnom uređenju je parlamentarna republika (monarhija je odbijena na referendumu 8. prosinca 1974.).
Glavni joj je grad Atena.

## Vanjske poveznice
- Grčka Hrvatska enciklopedija
- The World Factbook - Greece CIA.gov (engleski)
- Greek National Tourism Organisation stranice grčke turističke zajednice (engleski)
- Hellenic History on the Internet interaktivna stranica o grčkoj povijesti (engleski)

### Ostali projekti
|  | Zajednički poslužitelj ima stranicu o temi Grčka    |
|  | Zajednički poslužitelj ima još gradiva o temi Grčka |
|  | Zajednički poslužitelj sadrži atlas Grčke           |